# الدوري التشيكوسلوفاكي 1959–60
الدوري التشيكوسلوفاكي 1959–60 هو الموسم 53 من الدوري التشيكوسلوفاكي ‏. أشرف على تنظيمه اتحاد جمهورية التشيك لكرة القدم، وكان عدد الأندية المشاركة فيه 14، وفاز فيه نادي هراتس كرالوفه.